# Tennis op de Olympische Zomerspelen 1988
Tennis is een van de sporten die beoefend werden tijdens de Olympische Zomerspelen 1988 in Seoel.

## Wedstrijden

### Opzet
- De mannenwedstrijden, zowel enkel als dubbel, omvatten maximaal vijf sets. De vrouwenwedstrijden omvatten maximaal drie sets. In de laatste set werd geen tiebreak gespeeld, maar moest met 'twee games verschil' gewonnen worden.
- De twee verliezers uit de halve finales wonnen allebei brons.
- In tegenstelling tot de normale tennistoernooien is er geen prijzengeld te verdienen.
- Er waren geen punten te verdienen voor de wereldranglijsten van de ATP en WTA.

## Medailles

### Medaillewinnaars
| Onderdeel         | Goud | Goud                      | Zilver | Zilver                      | Brons | Brons                            |
| ----------------- | ---- | ------------------------- | ------ | --------------------------- | ----- | -------------------------------- |
| Mannenenkelspel   | TCH  | Miloslav Mečíř            | USA    | Tim Mayotte                 | SWE   | Stefan Edberg                    |
| Mannenenkelspel   | TCH  | Miloslav Mečíř            | USA    | Tim Mayotte                 | USA   | Brad Gilbert                     |
| Mannendubbelspel  | USA  | Ken Flach Robert Seguso   | ESP    | Sergio Casal Emilio Sánchez | TCH   | Miloslav Mečíř Milan Šrejber     |
| Mannendubbelspel  | USA  | Ken Flach Robert Seguso   | ESP    | Sergio Casal Emilio Sánchez | SWE   | Stefan Edberg Anders Järryd      |
| Vrouwenenkelspel  | GER  | Steffi Graf               | ARG    | Gabriela Sabatini           | BUL   | Manuela Maleeva-Fragnière        |
| Vrouwenenkelspel  | GER  | Steffi Graf               | ARG    | Gabriela Sabatini           | USA   | Zina Garrison                    |
| Vrouwendubbelspel | USA  | Zina Garrison Pam Shriver | TCH    | Jana Novotná Helena Suková  | AUS   | Elizabeth Smylie Wendy Turnbull  |
| Vrouwendubbelspel | USA  | Zina Garrison Pam Shriver | TCH    | Jana Novotná Helena Suková  | FRG   | Steffi Graf Claudia Kohde-Kilsch |

### Medaillespiegel
| Rang   | Land                     | Goud | Zilver | Brons | Totaal |
| ------ | ------------------------ | ---- | ------ | ----- | ------ |
| 1      | Verenigde Staten         | 2    | 1      | 2     | 5      |
| 2      | Tsjecho-Slowakije        | 1    | 1      | 1     | 3      |
| 3      | Bondsrepubliek Duitsland | 1    | 0      | 1     | 2      |
| 4      | Argentinië               | 0    | 1      | 0     | 1      |
| 4      | Spanje                   | 0    | 1      | 0     | 1      |
| 6      | Zweden                   | 0    | 0      | 2     | 2      |
| 7      | Australië                | 0    | 0      | 1     | 1      |
| 7      | Bulgarije                | 0    | 0      | 1     | 1      |
| Totaal | Totaal                   | 4    | 4      | 8     | 16     |

Athene 1896 · 
Parijs 1900 · 
St. Louis 1904 · 
Athene 1906 ·
Londen 1908 · 
Stockholm 1912 · 
Antwerpen 1920 · 
Parijs 1924 · 
Mexico-stad 1968 (demonstratie) · 
Los Angeles 1984 (demonstratie) · 
Seoel 1988 · 
Barcelona 1992 · 
Atlanta 1996 · 
Sydney 2000 · 
Athene 2004 · 
Peking 2008 · 
Londen 2012 · 
Rio de Janeiro 2016  · 
Tokio 2020  · 
Parijs 2024  · 
Los Angeles 2028 
Medaillewinnaars
Atletiek · Badminton (demonstratie) · Basketbal · Boksen · Boogschieten · Gewichtheffen · Gymnastiek · Handbal · Hockey · Honkbal (demonstratie) · Judo · Kanovaren · Moderne vijfkamp · Paardensport · Roeien · Schermen · Schietsport · Schoonspringen · Synchroonzwemmen · Taekwondo (demonstratie) · Tafeltennis · Tennis · Voetbal · Volleybal · Waterpolo · Wielersport · Worstelen · Zeilen · Zwemmen